# لانهائي (فلم)
لانهائي (بالإنجليزية: Infinite) هو فيلم أكشن خيال علمي لعام 2021 من إخراج أنطوان فوكوا وبطولة مارك والبيرغ،ديلن أوبراين،صوفي كوكسون،جوهانس هوكور جوهانسون،جيسون مانتزوكس،روبرت فيرند،توبي جونز وشيواتال إيجيوفور.

## روابط خارجية
- لانهائي على موقع IMDb (الإنجليزية)
- لانهائي على موقع ميتاكريتيك (الإنجليزية)
- لانهائي على موقع روتن توميتوز (الإنجليزية)
- لانهائي على موقع ألو سيني (الفرنسية)
- لانهائي على موقع فيلمافينيتي (الإسبانية)
- لانهائي على موقع قاعدة بيانات الفيلم (الإنجليزية)
- لانهائي على موقع ليتربوكسد (الإنجليزية)
- لانهائي على موقع كينوبويسك (الروسية)

لا توجد روابط لمواقع التواصل الاجتماعي.